# Ноокрация
Ноокрацията е теория за управление от аристоркация на мъдрите. Това е вид политическо устройство, основано на приоритетите на човешкия разум. Предложено е още в началото на ХХ век от Владимир Вернадски (същия, измислил понятието ноосфера – сферата на взаимодействие на човешкия интелект с природата).
Ноокрацията е следващата стъпка след демокрацията – нова, по-съвършена форма на държавно управление, при което властта се намира в ръцете на интелектуален елит с помощта на технологиите и науката, които тласкат човечеството напред. Разбира се, всички решения в такава държава ще се вземат максимално възвишено и прагматично. Ще се управляват много по-разумно и спорните области, като парична система, конкуренция и др. Нещо подобно на ноокрация описва и още Платон, който счита, че идеалната форма на управление е „аристокрацията на мъдрите“.

## Основи на ноокрацията
Теорията смята, че механизмът един човек – един глас, предложен от демокрацията, не може да се използва за постигане на ефективни политически резултати, за това прехвърлянето на властта на по-малка, информирана и рационална група би било по-подходящо.